# Wspólnota administracyjna Mauern
Wspólnota administracyjna Mauern – wspólnota administracyjna (niem. Verwaltungsgemeinschaft) w Niemczech, w kraju związkowym Bawaria, w rejencji Górna Bawaria, w regionie Monachium, w powiecie Freising. Siedziba wspólnoty znajduje się w miejscowości Mauern.
Wspólnota administracyjna zrzesza cztery gminy wiejskie (Gemeinde): 
- Gammelsdorf, 1 580 mieszkańców, 21,63 km²
- Hörgertshausen, 1 884 mieszkańców, 21,47 km²
- Mauern, 2 811 mieszkańców, 24,14 km²
- Wang, 2 478 mieszkańców, 31,19 km²